# Amílcar Henríquez
Amílcar Henríquez Espinosa (Colón, 2 augustus 1983 – Colón, 15 april 2017) was een Panamees voetballer die als verdedigende middenvelder speelde.
Henríquez speelde in drie periodes voor Árabe Unido waarmee hij in 2004 en 2008 landskampioen van Panama werd. Hij speelde kort op huurbasis in Costa Rica en ook voor meerdere clubs in de Colombiaanse competitie. Met het Panamees voetbalelftal nam Henríquez deel aan de CONCACAF Gold Cup 2007, 2009 en 2011 en de Copa América Centenario in 2016. Met Panama won hij het toernooi om de Copa Centroamericana in 2009 en haalde in 2007 de finale.
Henríquez overleed op 15 april 2017 nadat hij voor zijn huis was neergeschoten.